# ジャック・ド・ジャン
ジャック・ド・ジャン（Jacques de Jant, 1626年-1676年9月）は、フランス・ディジョン出身の国家官吏、著述家。著作を発表する際には、ル・シュヴァリエ・ド・ジャン（Le chevalier de Jant, ル・シュヴァリエは騎士の意。後述も参照）の筆名をしばしば用いた。
ジャック・ド・ジャンは、ディジョン財務局財務官ピエール・ド・ジャンの息子として、1626年に生まれた。青年期にマルタ騎士団の騎士となり（後年の筆名はこのことに因む）、その後、国王ルイ14世の弟オルレアン公フィリップの家令（intendant）となり、貴重品陳列室守衛を兼務した。
1655年には、ルイ14世から国境警備の総責任者（capitaine et garde général des frontières）と海軍監査役（commissaire de la marine）に任命され、同じ年には、ポルトガルへ派遣されている。その際、フランスの海事総監（surintendant général de la navigation en France）ヴァンドーム公から海軍の全権を委任される形で交渉に当たった。
彼は最終的に国務院（コンセイユ・デタ）のメンバーに選ばれている。その傍らで歴史書『オスマン伝』をはじめ、複数の著書を発表した。

## 著書
- 『トルコ皇帝にしてメフメト4世の兄弟イブラヒムの息子、オスマン伝 L'histoire du prince Osman, fils du sultan Ibrahim, empereur des Turcs, et frère de Mahomet IV.』（パリ、1665年）
1670年に増補版が刊行された。なお、表題をはじめ、事実誤認が指摘されている。
- 『世界の誕生を含む好奇心をそそる神学 Théologie curieuse, contenant la naissance du monde』（ディジョン、1666年）
- 『パラスの楯メデューサ、あるいは表題の風刺書に対するフランスの為の防衛 La Meduse bouclier de Pallas ou Deffence pour la France contre un libelle intitulé』（ディジョン、1666年-1667年頃）
- 『ノストラダムスの百詩篇集から引用された予言 Prédictions tirées des Centuries de Nostradamus』（刊行地未詳、1672年）
- 『ルイ14世の御世の長さと幸福に関するノストラダムスの予言 Prophetie de Nostradamus sur la longueur des Jours et la félicité du règne de Louis XIV』（刊行地未詳、1672年）
この2冊は、（彼の立場と書名から容易に見当が付くことであるが）ルイ14世に好意的な予言解釈を行うものとなっている。なお、彼はルイ14世に捧げた六行詩を収録していたのだが、17世紀末のノストラダムス予言集の中には、それをノストラダムス作と勘違いして収録した版が複数あった。翌年、合本の上で増補された（表題は『ノストラダムスの百詩篇集から引用された予言』。刊行地はルーアンと推定されている）。彼の解釈は「当代の一知識人」の見解として、17世紀末に出されたいくつかの『予言集』の版に採用されている。

上記のほか、『ポルトガル宮廷におけるル・シュヴァリエ・ド・ジャンの指導と交渉』と題する未公刊の手稿があったようである。